# Cirrhochrista aetherialis
Cirrhochrista aetherialis là một loài bướm đêm trong họ Crambidae.